# Puente de María Cristina (Alcoy)
El puente de María Cristina es uno de los puentes que se encuentran en la ciudad de Alcoy (provincia de Alicante, Comunidad Valenciana, España). Es popularmente conocido como puente de Cervantes, pues al otro lado del puente está el paseo de Cervantes, dedicado al famoso escritor en 1905.
Se denomina de María Cristina en homenaje a María Cristina de Borbón-Dos Sicilias, cuarta esposa del rey Fernando VII. Permite cruzar sobre el río Barchell o Riquer, a las orillas del cual se conservan industrias centenarias que mantienen en pie sus chimeneas fabriles. 
Es a partir del primer tercio del siglo XIX cuando se realizan las primeras obras civiles que permitieron el crecimiento de Alcoy, gracias a la construcción del puente de María Cristina cuyas obras se iniciaron en 1830 y finalizaron en 1838. 
El proyecto inicial fue encargado al arquitecto municipal de Alcoy, Juan Carbonell. A punto de concluir las obras unas lluvias torrenciales provocaron la aparición de grietas y desplomes. Para su reparación se solicitó la presencia de los arquitectos de la Real Academia de Bellas Artes de San Carlos de Valencia, Manuel Fornés y José Serrano. La  ejecución de la reforma la realizó el arquitecto Jorge Gisbert.
El puente es una obra de mampostería, anterior al uso de las nuevas técnicas del hierro y el hormigón. Está formado por grandes pilas de piedra y tanto la barandilla como las farolas son de fundición. Los arcos laterales son también de piedra y de forma ojival. En cambio el arco central, de mayor dimensión, es de medio punto.